# Cerro de São Miguel
O Cerro de São Miguel (411 m), também conhecido como "Monte Figo", é a maior elevação da Serra de Monte Figo e localiza-se na freguesia de Moncarapacho, concelho de Olhão. O seu cume é um excelente miradouro, sendo possível vislumbrar uma parte considerável da costa sul algarvia.
É um dos dois locais do Algarve onde se encontram emissores de rádio FM da região; o outro é o Alto da Fóia na Serra de Monchique.

## Estruturas de telecomunicações

### Emissões de rádio FM
| Frequência | kW  | Estação                                 |
| ---------- | --- | --------------------------------------- |
| 89.6 MHz   | 10  | RFM                                     |
| 93.4 MHz   | 10  | Antena 2                                |
| 96.1 MHz   | 10  | Rádio Comercial                         |
| 97.6 MHz   | 10  | Antena 1                                |
| 99.1 MHz   | 1   | RDP África                              |
| 100.7 MHz  | 10  | Antena 3                                |
| 101.6 MHz  | 1   | TSF Rádio Notícias                      |
| 102.7 MHz  | 0.5 | RUA FM - Rádio Universitária do Algarve |
| 103.8 MHz  | 10  | Rádio Renascença                        |
| 106.1 MHz  | 10  | M80 Rádio                               |